# 小行星7921
小行星7921（英語：7921 Huebner）是一颗围绕太阳公转的小行星。1982年9月15日，愛德華·鮑威爾在可可尼诺县发现了此天体。
这颗小行星的绝对星等为188.56300等。